# Delícias do mar

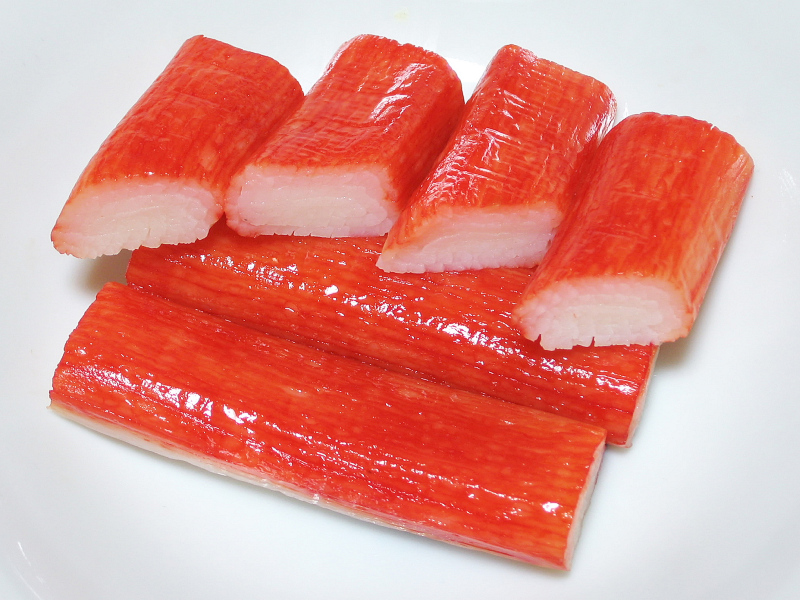
Kani kama.

Delícias do mar, em japonês kani-kama (カニカマ), é um bastão feito com carne de peixe, e sabor imitação de carne de caranguejo típico do Japão. Em japonês, a palavra kani significa caranguejo e deu origem ao nome do produto porque é aromatizado com extrato ou carne desse crustáceo. Na década de 1970, o Japão começou a industrializar o kani, que rapidamente se tornou popular no mundo inteiro.
Tendo como base a receita dos ancestrais, hoje o principal componente do kani é o surimi – massa feita com carne de pescado. Para seu preparo são usados peixes de carne muito branca, provenientes dos mares mais gelados. A carne é moída e lavada em água doce gelada. Ao surimi são acrescentados extrato de caranguejo ou lagosta e ingredientes como amido de trigo, clara de ovo, açúcar, extrato de algas, sal, vinho de arroz, proteína de broto de feijão e glutamato monossódico.
Essa pasta é moldada em finas camadas, que são enroladas até ficarem com 1,5 cm de diâmetro. Em seguida, a massa é tingida com corante alimentício vermelho, embalada em plástico a vácuo, cozida na própria embalagem e cortada dentro do plástico em bastonetes com 7,5 cm e 17 gramas cada. Estão prontos para serem congelados.
O kani kama pode ser comido cru, em saladas, acompanhado de molho shoyu ou comido após ser ferventado por algum tempo, temperado com limão.